# Templo de Vesta
O Templo de Vesta (em latim: aedes vestae) é uma construção da Roma Antiga dedicada ao culto da deusa Vesta pelas sacerdotisas Vestais, localizado no centro do Fórum Romano,  próximo da Régia (a antiga residência real) e do complexo da Casa das Vestais, centro do poder público e tradicional núcleo político e religioso de Roma.
Sua característica principal é o seu formato circular, incomum para os templos romanos, com uma dimensão aproximada de 15 metros de diâmetro. Vinte colunas coríntias circundavam o local construído em Taipa. O local mantinha em seu centro o fogo sagrado, dedicado ao festival da Vestália entre outros objetos. Todavia, não possuía a imagem da deusa, o que é incomum para a religião da Roma Antiga. Sua entrada era voltada para o leste e provavelmente possuía uma abertura no telhado, para eliminar a fumaça do fogo sagrado que queimava ininterruptamente.
Sua construção e diversas reconstruções posteriores, em função de incêndios que destruíram o local, ocorreram durante o Império Romano, sendo considerado um de seus templos mais antigos. Em 394 o imperador Teodósio I (r. 378–395) pôs fim ao exercício das vestais e o local foi sofreu diversas modificações e depredações. As ruínas vistas atualmente datam da última restauração, feita após o incêndio de 191 d.C.

## História

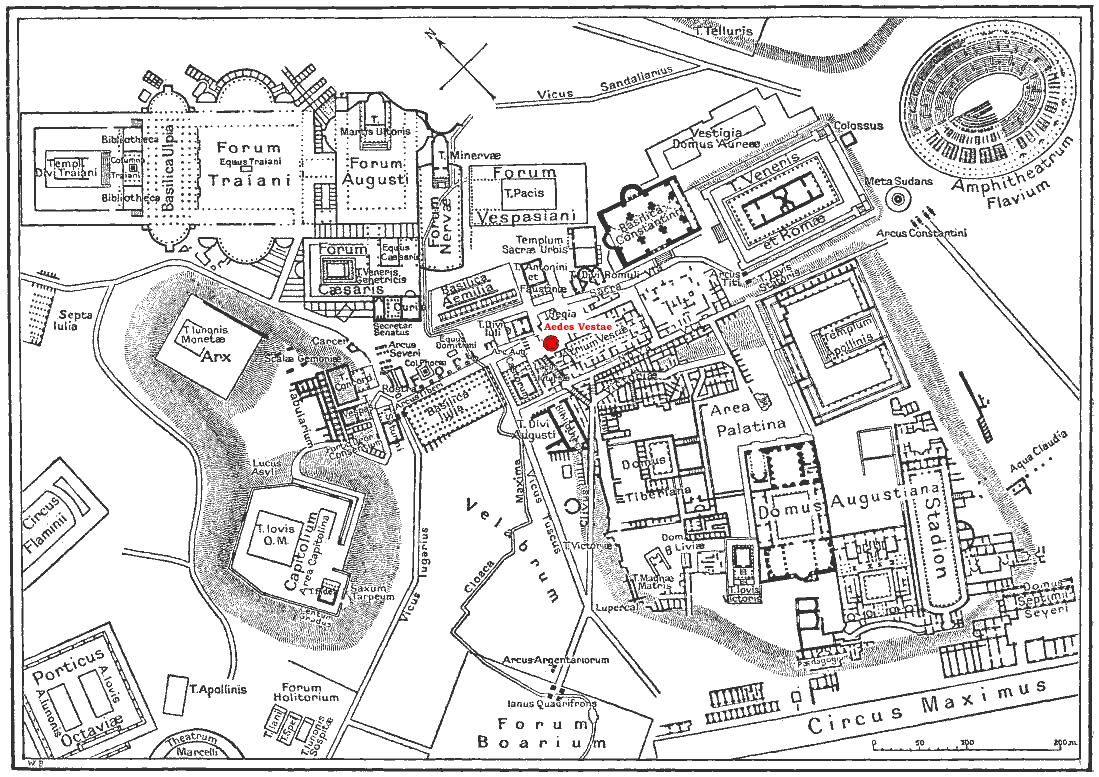
No ponto vermelho ao centro, a localização do Templo de Vesta no Fórum romano.

Não é possível estipular com precisão a data de sua construção. Tradicionalmente, os historiadores romanos  fazem referência à sua construção no século VII a.C., por Numa Pompílio, o segundo rei de Roma. Entretanto, exemplo dessa indefinição é o pressuposto inicial que o templo foi erguido na época da fundação da cidade, por Rômulo.
A importância deste templo se deve ao fato de ter sido a deusa Vesta, assim como o Jano, incluída no que seria inicialmente a tríade arcaica dos deuses romanos. Esta, em sua criação, seria composta somente pelos seguintes deuses romanos: Júpiter, Marte e Quirino. Todavia, segundo Mircea Eliade, a influência da tradição indo-europeia fez com que esses deuses também fossem incluídos. Jano, por representar o ciclo temporal romano e a mudança de ano, e Vesta, por ser a protetora da cidade de Roma. O culto a Vesta, cujo símbolo é o fogo, também estava diretamente ligado à sorte da cidade, de acordo com as tradições da sociedade romana.
A perpetuação do fogo pelas virgens vestais, seis sacerdotisas que se dedicavam exclusivamente à manutenção do fogo sagrado e à preparação da mola salsa para o festival da Vestália, indicava, para a sociedade, a continuidade de seu estilo de vida e da permanência e expansão de Roma. O altar interno estava ligado a esse ritual, e não ao culto de uma imagem da deusa. A não existência de uma imagem para se cultuar é um fato incomum dentro da religião romana, como reporta Ovídio.
Há, atualmente, um consenso em relação à nomeação do Templo de Vesta como templum ou aedes. A historiadora Mary Beard coloca como correto o termo aedes vestae. A explicação para essa designação é feita por Paul Harvey, que além de explicar, expõe a importância do áugure e do pontífice máximo (pontifex maximus) dentro dos Colégios Sacerdotais romanos:
| “ | Um edifício consagrado a uma divindade somente era um templum se fosse consagrado pelo aúgure e também pelo pontífice; se assim não fosse o edifício seria apenas um aedes | ” |

A historiadora Patrícia Horvat detalha essa diferença e comenta sobre a singularidade de sua construção circular:
| “ | A posição ideal para um templo era o espaço amplo, que servia de cenário para manifestações religiosas a céu aberto. A concepção romana de templum liga-se ao solo consagrado e ao espaço que lhe corresponde no céu, e não propriamente ao edifício. O templo, no período clássico, compreendia o edifício e a praça de acesso, onde estava o altar em que se praticava os rituais. O Templo de Vesta era uma exceção. Nele os ritos eram realizados pelas Vestais no seu interior, sua disposição circular constituía o altar. Nos templos de partido arquitetônico retangular, a circulação se fazia ao redor de altares externos, cuja forma comum era a circular. Em todos os casos os rituais obedeciam à circularidade. | ” |

## Arquitetura
O Templo de Vesta era provavelmente formado por 20 colunas da ordem coríntia, de influência grega, que se encontravam sobre um pódio de 15 metros de diâmetro, como as suas ruínas demonstram. Acredita-se que seu telhado possuía uma abertura, possibilitando o escape da fumaça produzida pelo fogo sagrado que ardia dia e noite no centro do templo.
O núcleo do templo equivaleria simbolicamente ao centro do mundo. Além do fogo sagrado, havia também uma cella, ou câmara secreta que dava abertura para um compartimento denominado penus vestae, onde se guardavam os objetos sagrados, dos quais as virgens vestais eram guardiãs. Um exemplo destes objetos, documentos importantes e objetos de culto, é o Paládio (Palladium), uma estátua da deusa Atena que teria a sua origem em Troia.
Tendo sido construído inicialmente com taipa, o templo e sua forma circular representavam, segundo alguns estudiosos, a forma e as construções mais antigas da região do Lácio. Além disso, a planta circular de templos também pode ser vista nos monumentos gregos relacionados aos oráculos e às artes divinatórias, os tolos. Sua entrada era voltada ao leste, como símbolo da conexão entre o fogo sagrado de Vesta e o sol como fonte da vida.

## Reconstruções
A edificação foi reconstruída várias vezes ao longo dos séculos, principalmente devido aos incêndios que a destruíram parcialmente ou em sua totalidade. Um exemplo foi o grande incêndio de Roma, de 64 d.C., durante o período do governo de Nero. Outro exemplo foi o que ocorreu nos anos anteriores ao reinado de Septímio Severo. Ambos tiveram como principais consequências a reconstrução total do templo, assim como ampliações e modificações feitas na Casa das Vestais, que se encontra ao lado do mesmo. Além disso, é possível observar a influência de uma mulher na reconstrução do Templo de Vesta em 204, feita pela intervenção de Júlia Domna, esposa do imperador Septímio Severo.
Em 394, o imperador Teodósio I pôs fim ao exercício das virgens vestais como guardiãs do fogo sagrado, extinguindo-o. Seu ato teve como consequência o enfraquecimento da religião politeísta romana. A partir desse momento, o Templo de Vesta sofreu diversas e seguidas depredações, e nunca mais recuperou a sua antiga forma. Durante a Idade Moderna, especificamente no século XVI, o mármore que o revestia  foi retirado. Na década de 1930, o governo fascista de Benito Mussolini mandou restaurar o que ainda restava do Templo de Vesta, e que se encontra atualmente em exposição.